# Pico Cerler
El pico Cerler es una montaña que toma su nombre del pueblo de Cerler, en cuyo término municipal se alza, y que es bien visible desde el mismo. Presenta dos vertientes principales muy diferenciadas, la Oeste tiene un aspecto feroz y recuerda a la silueta del K2 sobre todo cuando en invierno lo cubre la nieve, ya que tiene el aspecto de una pirámide casi perfecta formada por un caótico amasijo de bloques de granito. Sus otras vertientes sin embargo son mucho más suaves y forman parte de la estación de esquí de Cerler por lo que los telesillas transportan esquiadores por sus laderas.
La ascensión al Pico Cerler puede hacerse en menos de dos horas desde los llanos del Ampriu y la visión desde su cima es posible observar en un panorama de 360° a corta distancia las cimas más altas de todo el Pirineo: Aneto, Maladetas, Maupás, Perdiguero, Clarabides, Posets, Turbón, Vallibierna, además de todo el Valle de Benasque.